# 毗陵七子
毗陵七子是对中国江苏常州清朝时期七位文学家的并称，即黄景仁、洪亮吉、孙星衍、赵怀玉、吕星垣、杨伦、徐書受。七人之间交游甚密、在诗词上相互唱和。